# Kansas City-Omaha Kings 1973-1974
La stagione 1973-74 dei Kansas City-Omaha Kings fu la 25ª nella NBA per la franchigia.
I Kansas City-Omaha Kings arrivarono quarti nella Midwest Division con un record di 33-49, non qualificandosi per i play-off.

## Roster
| N° | Naz.                   | Ruolo | Sportivo       | Anno | Alt. | Peso |
| -- | ---------------------- | ----- | -------------- | ---- | ---- | ---- |
| 5  | Stati Uniti (bandiera) | G     | Mike D'Antoni  | 1951 | 191  | 84   |
| 10 | Stati Uniti (bandiera) | G     | Nate Archibald | 1948 | 185  | 68   |
| 11 | Stati Uniti (bandiera) | AC    | Ron Behagen    | 1951 | 206  | 84   |
| 15 | Stati Uniti (bandiera) | G     | Howard Komives | 1941 | 185  | 84   |
| 21 | Stati Uniti (bandiera) | A     | Don Kojis      | 1939 | 191  | 92   |
| 22 | Stati Uniti (bandiera) | GA    | Nate Williams  | 1950 | 196  | 98   |
| 23 | Stati Uniti (bandiera) | G     | Ted Manakas    | 1951 | 188  | 82   |
| 23 | Stati Uniti (bandiera) | A     | Ron Riley      | 1950 | 203  | 88   |
| 23 | Stati Uniti (bandiera) | G     | Justus Thigpen | 1947 | 185  | 73   |
| 24 | Stati Uniti (bandiera) | GA    | Matt Guokas    | 1944 | 196  | 79   |
| 24 | Stati Uniti (bandiera) | G     | Jimmy Walker   | 1944 | 191  | 88   |
| 31 | Stati Uniti (bandiera) | AC    | Larry McNeill  | 1951 | 206  | 88   |
| 33 | Stati Uniti (bandiera) | A     | Ken Durrett    | 1948 | 201  | 86   |
| 41 | Stati Uniti (bandiera) | AC    | John Block     | 1944 | 206  | 94   |
| 43 | Stati Uniti (bandiera) | AC    | Otto Moore     | 1946 | 211  | 93   |
| 43 | Stati Uniti (bandiera) | C     | Mike Ratliff   | 1951 | 208  | 104  |
| 44 | Stati Uniti (bandiera) | C     | Sam Lacey      | 1948 | 208  | 107  |

## Staff tecnico
- Allenatori: Bob Cousy (6-14) (fino al 21 novembre)[1], Draff Young (0-4) (dal 21 al 28 novembre)[2], Phil Johnson (27-31)
- Vice-allenatore: Draff Young (fino al 21 novembre e dal 28 novembre)
- Preparatore atletico: Bill Jones